# Edward C. Stephan
Edward C. Stephan (* 12. Juni 1907; † 5. September 1990 in Silver Spring, Maryland) war ein  Konteradmiral der US Navy.

## Leben

### Ausbildung zum Marineoffizier
Stephan trat nach dem Schulbesuch in die US Navy ein und absolvierte die US Naval Academy in Annapolis, die er 1929 abschloss. Im Anschluss fand er zunächst Verwendung als Seeoffizier auf der USS Wyoming, ein Schlachtschiff der Wyoming-Klasse, und dann im Mai 1931 als Nachrichtenauswertungsoffizier der Aufklärungskräfte (Scouting Force), ehe er im Juni 1932 an Bord der USS Lawrence versetzt wurde. Daraufhin absolvierte er von Juni bis Dezember 1933 eine U-Boot-Ausbildung auf dem U-Boot-Stützpunkt in New London und war später von Juni 1934 bis Juni 1936 Offizier auf der USS Bass, ein U-Boot der Barracuda-Klasse. Danach absolvierte er ein Studium an der Naval Postgraduate School (NPS) in Annapolis, das er 1937 abschloss.
Im Juni 1937 wurde Stephan Oberleutnant zur See auf dem U-Boot-Stützpunkt New London und blieb dort bis Juni 1938, als er Erster Offizier (Executive Officer) auf der USS S-35 wurde, ein U-Boot der S-Klasse. Im Juni 1939 erfolgte seine Ernennung zum Kommandanten der USS S-28, ehe er im Anschluss von Juni bis Dezember 1941 ein postgraduales Studium der Rechtswissenschaften an der George Washington University absolvierte.

### Zweiter Weltkrieg und Nachkriegszeit
Nach dem Eintritt der Vereinigten Staaten in den Zweiten Weltkrieg am 8. Dezember 1941 wurde Stephan Kommandant des Stückgutfrachter USS Griffin und danach des zur Sargo-Klasse gehörenden U-Bootes USS Seawolf. Im September 1942 wurde er dann als Lieutenant Commander Kommandant der USS Grayback, ein U-Boot der Tambor-Klasse. Während dieser zeit versenkte er am 11. Mai 1943 nordöstlich der Insel Manus die Yodogawa Maru der Kaiserlich Japanischen Marine sowie am 17. Mai 1943 den japanischen Truppentransporter England Maru nordöstlich der Admiralitätsinseln.
Im August 1943 übernahm er das Kommando über die Devilfish, ein U-Boot der Balao-Klasse und damit der größten Klasse von U-Booten der US-Marine aller Zeiten.
Im Mai 1945 wechselte er ins Marineministerium (US Department of the Navy) und war dort im Büro des damaligen Marineminister (US Secretary of the Navy), James V. Forrestal, tätig. Während seiner dortigen zweijährigen Verwendung versah er Dienst im Ministerausschuss für Forschung und Reorganisation hinsichtlich der geplanten Zusammenfassung der für die drei Truppengattungen zuständigen Ministerium zur US-Verteidigungsministerium.
Von Juli 1947 bis Juni 1948 war Stephan Kommandeur der U-Boot-Division 82 und danach Koordinator für die Reserve im Stab des Kommandeurs der U-Boot-Verbände der US Atlantic Fleet. Im Juli 1949 wurde er Kommandeur des in Key West stationierten U-Boot-Geschwader 4 (Submarine Squadron 4) im Rang eines Kapitän zur See und fand danach bis September 1951 Verwendung in der Sektion für U-Boot-Kriegführung im Büro des Vize-Chief of Naval Operations im Marineministerium, ehe er Rechtsberater des Judge Advocate General’s Corps wurde, der obersten Justizinstanz der US-Streitkräfte.
Im Juli 1953 übernahm Stephan die Funktion als Chef des Stabes beim Kommandeur der U-Boot-Verbände der US Pacific Fleet und dann im Januar 1955 als Kommandeur der Transportdivision 21, übernahm allerdings bereits im Februar 1955 den Posten als Kommandeur des Amphibischen Transportgeschwader 2. Im Januar 1956 wechselte er ins Büro des Kontrolleurs der Marine (Comptroller of the Navy) im Marineministerium und übernahm dann am 24. Juli 1956 die Funktion als Verbindungsoffizier zur Gesetzgebung im Marineministerium.

### Aufstieg zum Konteradmiral und Auszeichnungen
Konteradmiral Stephen wurde im September 1958 Kommandeur der Marineverbände im Südatlantik (COMSOLANT) und im Anschluss im April 1960 Kommandierender Hydrograf und damit Leiter des Marinehydrografischen Büros (Navy Hydrographic Office) in Suitland. Diese Funktion bekleidete er bis 1963 und war danach bis zu seiner Versetzung in den Ruhestand 1964 Vorsitzender der sogenannten Deep Submergence Systems Review Group, eine Forschungsgruppe zur Entwicklung einer Taucherglocke für die Tiefsee.
Für seine militärischen Verdienste wurde er mehrfach ausgezeichnet und erhielt unter anderem das Navy Cross, den Silver Star mit goldenen Sternen anstelle des zweiten und dritten Silver Star, die American Defense Service Medal, die American Campaign Medal, die Asiatic-Pacific Campaign Medal, die World War II Victory Medal sowie die National Defense Service Medal.
Nach seinem Ausscheiden aus Militärdienst wechselte er in die Privatwirtschaft und wurde Manager bei dem Chemieunternehmen Union Carbide sowie Vizepräsident von Ocean Systems, Inc. Daneben engagierte er sich in der Marine Technology Society (MTS), zu deren ersten Präsidenten er 1964 gewählt wurde. Dieses Amt bekleidete er bis 1966. Daneben engagierte er sich als Vorsitzender des Nassau-Suffolk Marine Resources Council.
Stephen verstarb 83-jährig an den Folgen einer Lungenentzündung.

## Veröffentlichung
- Oceanography and Naval Warfare. A Lecture devilvered at Naval War College, 8. January 1962, in: Naval War College Review, April 1962, S. 20–38